# Fuat Saka
Pour les articles homonymes, voir Saka.
Fuat Saka (né en 1952 à Trabzon, Turquie), est un chanteur, auteur-compositeur, arrangeur et guitariste turc.

## Biographie
Saka est formé à la musique par son père qui lui apprend l’accordéon. Plus tard, il apprend la peinture à Istanbul puis la musique en France et en Allemagne.
À la suite du coup d'État du 12 septembre 1980 en Turquie il se réfugie en Europe jusqu’en 1998 et collabore avec de nombreux musiciens.
Depuis 1998, Saka partage son temps entre İstanbul, Hambourg et Paris et effectue de nombreuses tournées avec son Groupe international Fuat Saka formé de musiciens allemands, nord-américains, géorgiens et azéris. Depuis le milieu des années 1980, il a joué avec les musiciens grecs Nikos Papazoglou et Dionysis Savvopoulos (el).

## Discographie
| - 1982 Yıkılır Zulmün Son Kaleleri - 1983 Ayrılık Türküsü - 1984 Kerem Gibi - 1987 Sevdalı Türküler (Poèmes de Nazım Hikmet) - 1988 Nebengleis (Kenardaki Ray) - 1989 Askaros - 1991 Semahlar ve Deyişler - 1993 Şiirce - 1994 Torik Baliklar Ülkesinde - 1996 Arhavili İsmail | - 1997 Lazutlar - 1998 Sen - 2000 Lazutlar II - 2001 Perçem Perçem - 2002 Lazutlar III - 2004 - Lazutlar Livera - 2005 - Lazutlar (Seçmeler) - 2006 - Bir Sürgünün Not Defteri - 2006 - Fuat Saka Koleksiyon (3 CD) - 2008 - Lazutlar 2008 |